# Ranko Krivokapić
Mgr. Ranko Krivokapić, černohorsky Ранко Кривокапић (* 17. srpna 1961, Kotor, Socialistická republika Černá Hora), je současný předseda Parlamentu Republiky Černá Hora a Sociálně demokratické strany.

## Život
O politiku se začal zajímat po roce 1980. Vystudoval Právnickou fakultu Bělehradské univerzity. Kromě své rodné černohorštiny hovoří Krivokapić plynně anglicky. Je ženatý, má dvě děti.
Do černohorského parlamentu byl zvolen šestkrát, poprvé v roce 1989. Byl také zástupcem parlamentu Černé Hory v rámci Jugoslávie v letech 1993-1997.
Mezi lety 2003 a 2006 pracoval jako předseda parlamentu v rámci SRJ, od roku 2006 je předsedou parlamentu nezávislé Černé Hory.
Dne 22. října 2007 byl zvolen předsedou Sociálně demokratické strany.